# Filmografia de Glauber Rocha
O ator, diretor e roteirista brasileiro Glauber Rocha foi um dos mais expoentes nomes do chamado Cinema Novo do Brasil e sua carreira teve início durante sua juventude na década de 1950 através de pequenos papéis em peças de teatro e participações em programas de rádio. Em 1959, Rocha teve sua estreia como diretor com o curta-metragem Pátio que retrata um casal que interage subjetivamente sobre um piso xadrez. No mesmo ano, o diretor produziu ainda um segundo curta-metragem intitulado A Cruz na Praça,  notório por ter se perdido ao longo do tempo e por ser o primeiro filme brasileiro a abordar a homossexualidade.
Rocha deu entrada nas grandes produções de cinema a partir da década de 1960 com a direção do drama Barravento (1962), estrelado por Antônio Pitanga como um pescador que retorna ao vilarejo natal para resgatar seu povo do fanatismo religioso. O filme é considerado um marco do cinema brasileiro pelas edições de fotografia, atuação do elenco principal e a abordagem documental de Rocha sobre temas complexos da sociedade. Seu filme seguinte, o faroeste dramático Deus e o Diabo na Terra do Sol (1964), que aborda as dificuldades de um casal sertanejo em meio aos caos social e secas do sertão nordestino, foi indicado à Palma de Ouro do Festival de Cannes e figura como um dos 100 melhores filmes brasileiros já produzidos. Dois anos mais tarde, Rocha alcançou maior notoriedade por dirigir o suspense dramático Terra em Transe (1967) que aborda os desdobramentos de uma forte crise política em país fictício da América Latina. O filme, que contou com uma prestigiosa equipe técnica incluindo o figurinista Clóvis Bornay e Luiz Carlos Barreto e Cacá Diegues como produtores, foi censurado pelo governo militar brasileiro por abordar temas políticos controversos. No faroeste dramático O Dragão da Maldade contra o Santo Guerreiro (1969), Rocha resgatou o personagem Antônio das Mortes e abordou a saga do sertanejo mercenário que passa a apoiar as causas populares na região. O filme foi altamente aclamado pela crítica pela fotografia, figurino e o roteiro rendendo-lhe o Prémio de Melhor Diretor do Festival de Cannes.

## Filmografia

### Cinema
| Ano  | Título original                              | Papel   | Papel      | Ref.  |
| Ano  | Título original                              | Diretor | Roteirista | Ref.  |
| ---- | -------------------------------------------- | ------- | ---------- | ----- |
| 1959 | Pátio                                        | Sim     | Sim        |       |
| 1959 | A Cruz na Praça                              | Sim     | Sim        |       |
| 1962 | Barravento                                   | Sim     | Sim        |       |
| 1964 | Deus e o Diabo na Terra do Sol               | Sim     | Sim        |       |
| 1965 | Amazonas, Amazonas                           | Sim     | Sim        |       |
| 1966 | Maranhão 66                                  | Sim     | Sim        |       |
| 1967 | Terra em Transe                              | Sim     | Sim        |       |
| 1968 | O Dragão da Maldade contra o Santo Guerreiro | Sim     | Sim        |       |
| 1970 | Cabeças Cortadas                             | Sim     | Sim        |       |
| 1970 | O Leão de Sete Cabeças                       | Sim     | Sim        |       |
| 1972 | Paloma, Paloma                               | Sim     | Sim        |       |
| 1972 | Câncer                                       | Sim     | Sim        |       |
| 1974 | História do Brasil                           | Sim     | Sim        |       |
| 1974 | As Armas e o Povo                            | Sim     | Sim        |       |
| 1975 | Claro                                        | Sim     | Sim        |       |
| 1977 | Di-Glauber                                   | Sim     | Sim        | [ 3 ] |
| 1979 | Jorge Amado no cinema                        | Sim     | Sim        |       |
| 1980 | A Idade da Terra                             | Sim     | Sim        |       |
| 2005 | A Vida É Estranha                            | Sim     | Sim        |       |